# Véznaujjú maki

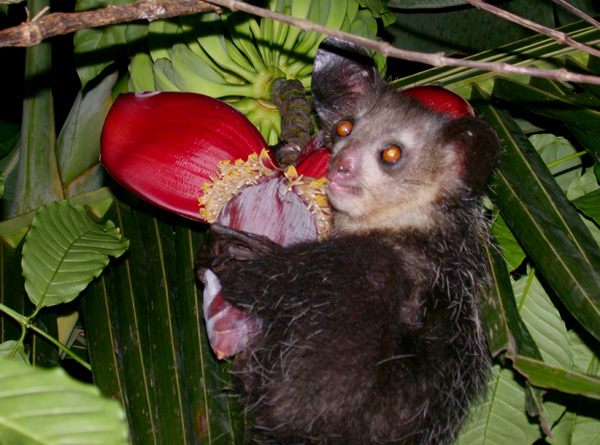

A véznaujjú maki, madagaszkári nyelven aje-aje (Daubentonia madagascariensis) egy ritka, Madagaszkáron élő macska nagyságú makifaj. Az egyik legősibb faj a félmajmok közül, hosszú, önálló evolúciós út áll mögötte. 
A karmosmakifélék (Daubentoniidae) családjának egyetlen élő képviselője. Egyetlen közeli rokonfaját, a nála másfélszer nagyobb Daubentonia robusta nevű fajt az első Madagaszkárra érkező emberek pusztították ki nagyjából 1000 évvel ezelőtt.
Ezt a legfejlettebb, ám legritkább félmajomfajt sokáig rágcsálónak tekintették kiálló metszőfogai miatt.
Az ember könnyedén a kihalás szélére juttatta, csak azért nem halt ki évszázadokkal ezelőtt, mint legközelebbi rokona, a nagy véznaujjú maki, mert a bennszülöttek hiedelmében központi szerepet kapott. Úgy vélték ugyanis, hogy aki megöl egy aje-ajét, az egy éven belül maga is meghal.

## Előfordulása
Kizárólag Madagaszkáron él, a sziget két elkülönült részén, a sűrű óriás-bambusz dzsungelekben és 700 méter magasságig a tengerparthoz közeli esőerdőkben. Mindkét életteret jelentősen ritkítják, ez okozhatta a makik számának csökkenését.

## Megjelenése
Megjelenése macskaszerű, de feje a hosszúkás orr miatt háromszögletű benyomást kelt; szemei egymástól távol ülnek. Ujjai hosszúak és vékonyak; a középső ujj még a többinél is hosszabb. Fülei és fogai feltűnően nagyok.

## Életmódja
Nappal 10–15 méter magasban épített fészkében alszik, összegömbölyödve. A fészket egy pálmafaj leveleiből (kb. 60 db-ból) építi; oldalsó nyílása 15 cm átmérőjű. Egy példánynak 2–5 ilyen fészke lehet.

### Táplálkozása

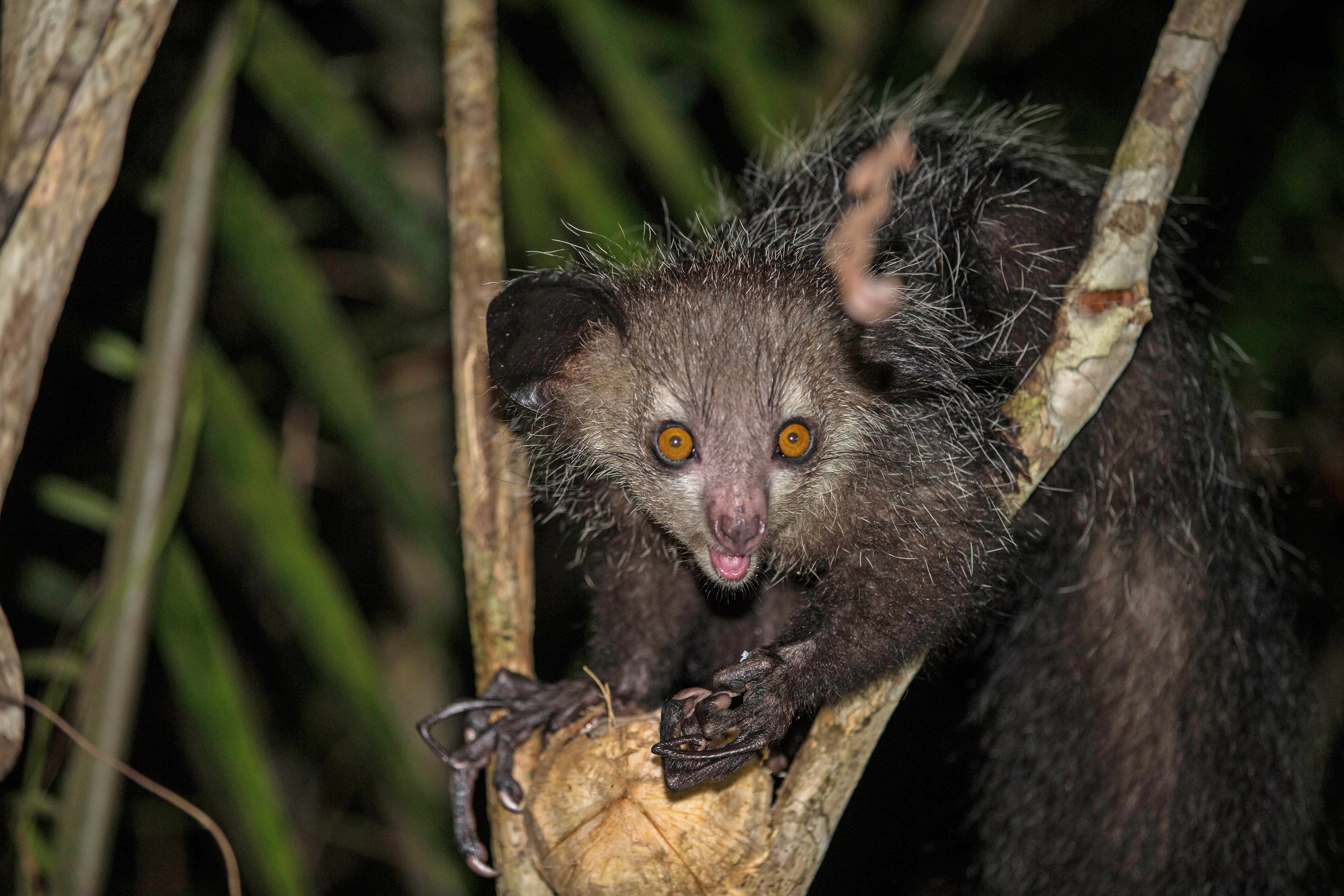

Korhadó fákban élő rovarokkal táplálkozik, mint nálunk a harkály. Ugyancsak a harkályhoz hasonlóan a fa törzsét kopogtatva határozza meg, hol lapul a kéreg alatt valami ehető – csak éppen a véznaujjú maki nem a szájával, hanem a különleges, középső ujjával kopogtatja a fát. A kérget vésőszerű fogaival bontja meg, a zsákmányt hosszú ujjával kotorja ki alóla.
Sokszor megeszi a mangó vagy bambusz puha belsejét is.

### Szaporodása
A véznaujjú maki szinte mindig egyedül él, csak akkor látható két példány, ha az anya kicsinyével van, vagy éppen szaporodási időszakban vagyunk.
A nőstény maki februárban-márciusban hozza világra utódait, akiket egészen egyéves korukig nevel a fészekben (amíg a kicsik el nem érik a kifejlett makik testméretének kétharmadát). A nőstény makik kétévente hoznak világra utódokat, és ez az egyetlen olyan főemlősfaj, amelynek emlői hasa tájékán találhatók.